# Michael schafft Ordnung
Michael schafft Ordnung ist eine US-amerikanische Westernkomödie aus dem Jahr 1947 mit Robert Cummings in der Titelrolle. Der Film wurde von Nero Film, Inc. produziert.

## Handlung
Michael ist ein himmlischer Buchhalter und entdeckt, dass der 1858 geborene Adam Byron nicht im Buch des Lebens eingetragen ist und somit keine Seele hat. Byron, der von allen Duke genannt wird, betreibt in Glacier, Montana, einen Saloon mit Casino und Bordell. Michael wird mit dem Auftrag zur Erde geschickt, Duke ohne Einsatz von Wundern zu bekehren und ihn mit der Pastorentochter und Schullehrerin Drusilla Wainwright zusammenzubringen.
Duke hält Michael für den Auftragskiller Kansas City Kid, den sein Rivale Plumber engagiert hat. Nachdem einer von Dukes Männern auf Michael geschossen und dabei beinahe ein kleines Mädchen getroffen hat, fährt Drusilla die beiden Rivalen aus der Stadt raus. Wegen ihrer Fehde und ihrer Rivalität um eine Kupfermine wurde diese für einige Zeit geschlossen, was viele Männer von Glacier arbeitslos machte.
Michael hat sich derweil mit Ginger, die für Duke arbeitet, angefreundet. Als der echte Auftragskiller Kansas City Kid auf Duke schießt, rettet Michael ihm das Leben. Plumber legt Feuer in Dukes Saloon, doch der kann sich mit Michael in Drusillas Schulhaus retten. Duke und Drusilla kommen sich näher. Treason, ein Handlanger Dukes, legt im Gegenzug Feuer in Plumbers Saloon. Unglücklicherweise wird der kränkliche und ständig müde Speck O’Donnell von den Flammen eingeschlossen. Duke eilt zum Saloon um Speck zu retten, doch das Gebäude wird durch Dynamit, das Treason im Keller angebracht hat, zerstört. Michael bricht seine Regel und wirkt ein Wunder, durch das Duke und Speck unverletzt ins Freie gelangen.
Sheriff Bodine arrangiert ein Duell zwischen Duke und Plumber, um den Streit um die Mine zu beenden. Michael lockt Duke vorher in die Kirche und gibt ihm ein Spezial-Schießpulver. Während des Duells rennt Speck zu Duke, in der Absicht diesen zu retten. Der Trunkenbold der Stadt Judd wird beim Versuch, Speck aufzuhalten, tödlich getroffen. Duke erschießt Plumber und flüchtet sich in die Kirche, weil die aufgebrachte Menge ihn für Judds Tod verantwortlich macht. Mit der Hilfe Drusillas kann Duke entkommen. Beide gestehen sich ihre Liebe, doch Dukes Machtgier bringt Drusilla dazu, ihn zu verlassen.
In der Zwischenzeit haben sich die Stadtbewohner dazu entschlossen, Michael zu hängen. Reverend Wainwright schafft es, die Leute aufzuhalten, bis Duke erscheint und Michael befreit. Duke entschließt sich, mit Drusilla als Ehefrau den Staat Montana aufzubauen. Ginger, in Michael verliebt, möchte mit diesem die Stadt verlassen. Michael versichert ihr, dass sie einen guten Mann heiraten wird. Er verlässt die Stadt mit Speck, der erstaunt feststellt, dass er nicht mehr müde ist.

## Produktion
Gedreht wurde der Film von Anfang Dezember 1946 bis Ende Februar 1947.
Das Production Code Office (PCA) bemängelte in einer Szene (Bordellbrand), dass es durch das Bergen von Korsetts, Büstenhalter und anderer intimer Wäschestücke der Prostituierten zu sexuellen Peinlichkeiten käme. Die Szene wurde dahingehend geändert, dass Michael mit den Hosen des Dukes aus dem Bordell kommt. Die The New York Times kritisierte daraufhin den Doppel-Standard des PCA. Auch wurde die Beschreibung des Erzengels Michael als Witzfigur kritisiert. Es wurde vorgeschlagen, als Bezeichnung Engel eines niedrigen Grades zu verwenden und die Figur umzubenennen. Die Bezeichnung wurde dann auch verwendet, nur der Name der Figur blieb.

## Stab und Besetzung
Martin Obzina war der Art Director, A. Roland Fields der Szenenbildner. Ray Binger und Rocky Cline waren für die Spezialeffekte verantwortlich.
In kleinen nicht im Abspann erwähnten Nebenrollen traten Richard Alexander, Lane Chandler, William Farnum, Dwayne Hickman, Tom London, Glenn Strange und Harry Wilson auf.

## Veröffentlichung
Die Premiere des Films fand am 12. September 1947 statt. In der Bundesrepublik Deutschland kam er am 29. Mai 1953 in die Kinos. Er wurde auch unter dem Titel Station vor der Hölle gezeigt.

## Kritiken
Das Lexikon des internationalen Films schrieb: „Das amüsante Gemisch aus Standardwestern und märchenhafter Komödie unterhält mit seinen witzigen Pointen nicht schlecht, ist aber im Vergleich zu den zahlreichen Vorbildern (z.B. "Urlaub vom Himmel") nicht besonders originell.“
Der Kritiker der The New York Times befand, der Film sei annehmbare Unterhaltung mit moralischen Absichten, sodass man seine selbstbewusste Unbeholfenheit übersehen könne. Kritisiert wurden die Hauptdarsteller. Robert Cummings wirke, als könne er sich nicht entscheiden, ernsthaft oder hochmütig zu sein. Brian Donlevy fehle die Überzeugungskraft.
Die Variety sah in dem Werk eine amüsante Fantasie, die in aufrechter Weise gefertigt wurde, um ihr Glaubwürdigkeit zu verleihen. Es sei eine ironische Betrachtung, die eine Leichtigkeit habe, was sonst zu einem schweren Drama hätte werden können.